# Registro Nacional de Lugares Históricos em Manhattan da 14th até 59th Streets
Esta é uma lista de propriedades e distritos listados no Registro Nacional de Lugares Históricos em Manhattan da 14th até 59th Streets, que é uma parte significativa do distrito de Manhattan na cidade de Nova Iorque. Por sua vez, o distrito de Manhattan é co-existente com o condado de Nova Iorque. Para todas as propriedades e distritos de Manhattan, consulte as listagens do Registro Nacional de Lugares Históricos em Manhattan.

## Listagem atual
A relação a seguir lista as 161  entradas atuais pertencentes ao Registro Nacional de Lugares Históricos e são baseadas em inscrições no Banco de Dados do Cadastro Nacional de Informações. Há inclusões frequentes e exclusões ocasionais à lista, fazendo com que as entradas mostradas aqui sejam aproximadas e não oficiais. Os primeiros marcos foram designados em 15 de outubro de 1966 e o mais recente em 17 de maio de 2021.
Legenda:
| NRHP | Registro Nacional de Lugares Históricos |
| NHL  | Marco Histórico Nacional                |
| NHLD | Distrito Histórico Nacional             |
| HD   | Distrito Histórico                      |
| NHS  | Local Histórico Nacional                |
| NMEM | Memorial Nacional dos EUA               |
| NMON | Monumento Nacional dos EUA              |
| NHP  | Parque Histórico Nacional dos EUA       |
| NMP  | Parque Nacional Militar dos EUA         |

| [ 2 ] | Nome                                                           | Imagem | Inclusão                | Endereço e coordenadas | Bairro                        | NRIS                                      | Observações |
| ----- | -------------------------------------------------------------- | ------ | ----------------------- | --- | ----------------------------- | ----------------------------------------- | --- |
| 1     | 14th Street-Union Square Subway Station (IRT; Dual System BMT) |        | 6 de julho de 2005      | Broadway, Fourth ave., e E. 14th St. | Union Square                  | 05000671                                  | Estação de metrô (linhas 4, 5, 6, <6>, L, N, Q, R e W) |
| 2     | 240 Central Park South                                         |        | 12 de maio de 2009      | 240 Central Park S. | Columbus Circle               | 09000304                                  | |
| 3     | 28th Street Subway Station (IRT)                               |        | 30 de março de 2005     | Abaixo da Park Avenue S, entre E 29th e 27th Sts. | Rose Hill                     | 05000230                                  | Estação de metrô (linhas 4, 6 e <6>) |
| 4     | 33rd Street Subway Station (IRT)                               |        | 17 de setembro de 2004  | 33rd St. and Park Ave. | Murray Hill                   | 04001014                                  | Estação de metrô (linhas 4, 6 e <6>) |
| 5     | 59th Street-Columbus Circle Subway Station (IRT)               |        | 17 de setembro de 2004  | Junção da Broadway com a Central Park South | Columbus Circle               | 04001015                                  | Estação de metrô (linhas 1 e 2) |
| 6     | 69th Regiment Armory                                           |        | 28 de janeiro de 1994   | 68 Lexington Ave. | Rose Hill                     | 93001538                                  | |
| 7     | Actors Temple                                                  |        | 19 de maio de 2005      | 339 W. 47th St. | Hell's Kitchen                | 05000445                                  | |
| 8     | Alwyn Court Apartments                                         |        | 26 de dezembro de 1979  | 180 W. 58th St. 40° 45′ 57″ N, 73° 58′ 46″ O | Midtown Manhattan             | 79001599                                  | |
| 9     | American Fine Arts Society                                     |        | 6 de maio de 1980       | 215 W. 57th St. | Midtown Manhattan             | 80002662                                  | |
| 10    | American Radiator Building                                     |        | 7 de maio de 1980       | 40-52 W. 40th St. | Midtown Manhattan             | 80002663                                  | Edifício preto e dourado, também conhecido como American Standard Building e, recentemente, The Bryant Park Hotel                                                                                    |
| 11    | Appellate Division Courthouse of New York State                |        | 26 de julho de 1982     | 27 Madison Ave. | Madison Square                | 82003366                                  | |
| 12    | Chester A. Arthur House                                        |        | 15 de outubro de 1966   | 123 Lexington Ave. | Kips Bay                      | 66000534                                  | Casa do ex-presidente dos EUA Chester A. Arthur |
| 13    | Association of the Bar of the City of New York                 |        | 3 de janeiro de 1980    | 42 W. 44th St. | Midtown Manhattan             | 80002666                                  | |
| 14    | Bank of the Metropolis                                         |        | 15 de novembro de 2003  | 31 Union Square West | Union Square                  | 03001153                                  | |
| 15    | Biltmore Theater                                               |        | 27 de outubro de 2004   | 261-265 W. 47th St. 40° 45′ 37,26″ N, 73° 59′ 12,37″ O | Theatre District              | 04001203                                  | |
| 16    | Building at 304 Park Avenue South                              |        | 15 de março de 2005     | 304 Park Ave. S | Flatiron District             | 05000167                                  | |
| 17    | Building at 315-325 West 36th Street                           |        | 27 de maio de 2004      | 315-325 W. 36th St. | Chelsea                       | 04000542                                  | |
| 18    | Candler Building                                               |        | 8 de julho de 1982      | 220 42nd St. e 221 41st St. | Times Square                  | 82003368                                  | |
| 19    | Carnegie Hall                                                  |        | 15 de outubro de 1966   | 7th Ave., 56th até 57th Sts. 40° 45′ 54″ N, 73° 58′ 48″ O | Theatre District              | 66000535                                  | Espaço de música clássica internacionalmente conhecido |
| 20    | Central IND Substation                                         |        | 9 de fevereiro de 2006  | 136W. 53rd St. | Midtown Manhattan             | 06000019                                  | |
| 21    | Central Synagogue                                              |        | 9 de outubro de 1970    | 646-652 Lexington Ave. | Midtown Manhattan             | 70000423                                  | |
| 22    | Century Association Building                                   |        | 15 de julho de 1982     | 5-7 W. 43rd St. | Midtown Manhattan             | 82003369                                  | |
| 23    | Century Building                                               |        | 18 de setembro de 1997  | 33 E. 17th St. | Union Square                  | 97001148                                  | |
| 24    | Chanin Building                                                |        | 23 de abril de 1980     | 122 E. 42nd St. | Murray Hill                   | 80002676                                  | |
| 25    | Distrito Histórico de Chelsea                                  |        | 6 de dezembro de 1977   | Aproximadamente delimitado pela 19th e 22nd Sts., 9th e 10th Aves. 40° 44′ 45,6″ N, 74° 00′ 03,6″ O                                                                                           | Chelsea                       | 77000954                                  | |
| 26    | Chrysler Building                                              |        | 8 de dezembro de 1976   | 405 Lexington Ave. 40° 45′ 06″ N, 73° 58′ 31″ O | Midtown Manhattan             | 76001237                                  | |
| 27    | Church of St. Mary the Virgin Complex                          |        | 16 de abril de 1990     | 145 W. 46th St. | Times Square                  | 90000606                                  | |
| 28    | Church of the Holy Apostles                                    |        | 26 de abril de 1972     | 300 9th Ave. (original) 296-300 9th Ave. (adicional) | Chelsea                       | 72000867                                  | |
| 29    | Church of the Holy Communion and Buildings                     |        | 17 de abril de 1980     | 656-662 6th Ave. | Flatiron District             | 80002680                                  | Localização da discoteca The Limelight |
| 30    | Church of the Immaculate Conception and Clergy Houses          |        | 28 de março de 1980     | 406-414 E. 14th St. | East Village                  | 80002681                                  | |
| 31    | Church of the Incarnation and Parish House                     |        | 8 de julho de 1982      | 205-209 Madison Ave. | Murray Hill                   | 82003371                                  | |
| 32    | Church of the Transfiguration and Rectory                      |        | 4 de junho de 1973      | 1 E. 29th St. | NoMad                         | 73001216                                  | |
| 33    | Church Missions House                                          |        | 3 de junho de 1982      | 281 Park Ave., S. | Gramercy Park                 | 82003370                                  | |
| 34    | CIRCLE LINE X (navio de turismo)                               |        | 22 de setembro de 2014  | Pier 83 & West 42nd St. | Hell's Kitchen                | 14000702                                  | Antiga embarcação de desembarque da Segunda Guerra Mundial usada posteriormente para passeios turísticos; sendo convertida em um museu.                                                              |
| 35    | Civic Club                                                     |        | 16 de setembro de 1982  | 243 E. 34th St. | Murray Hill                   | 82003372                                  | Hoje em dia é a New York Estonian House. |
| 36    | Colony Arcade Building                                         |        | 10 de setembro de 2014  | 63-67 W. 38th St. | Garment District              | 14000580                                  | O edifício neogótico de 1912 foi crucial para o desenvolvimento da indústria da moda da cidade no início do século XX. Agora remodelado em um hotel.                                                 |
| 37    | Columbus Monument                                              |        | 20 de novembro de 2018  | Columbus Circle | Midtown Manhattan             | 100003133                                 | O único trabalho do escultor italiano Gaetano Rosso nos EUA; erigido em 1892 para o quadricentenário da viagem de Colombo.                                                                           |
| 38    | Daily News Building                                            |        | 14 de novembro de 1982  | 220 E. 42nd St. 40° 45′ 00″ N, 73° 58′ 24″ O | Turtle Bay                    | 82001191                                  | |
| 39    | Decker Building                                                |        | 21 de novembro de 2003  | 33 Union Square W. | Union Square                  | 03001179                                  | |
| 40    | DeLamar Mansion                                                |        | 25 de agosto de 1983    | 233 Madison Ave. | Murray Hill                   | 83001722                                  | |
| 41    | Adelaide L. T. Douglas House                                   |        | 15 de julho de 1982     | 57 Park Ave. | Murray Hill                   | 82003373                                  | Agora a Missão da Guatemala na ONU |
| 42    | The Emerson                                                    |        | 20 de agosto de 2009    | 554 W. 53rd St. | Hell's Kitchen                | 09000634                                  | |
| 43    | Empire State Building                                          |        | 17 de novembro de 1982  | 350 Fifth Ave. 40° 44′ 54″ N, 73° 59′ 08″ O | Koreatown                     | 82001192                                  | Sétimo edifício mais alto de Manhattan e um símbolo internacional da cidade de Nova Iorque |
| 44    | Engineering Societies' Building and Engineers' Club            |        | 30 de agosto de 2007    | 23 e 25-33 W. 39th St. e 28, 32-34, e 36 W. 40th St. | Midtown Manhattan             | 07000867                                  | |
| 45    | ENTERPRISE (ônibus espacial)                                   |        | 13 de março de 2013     | Pier 86, W. 46th St. e 12th Ave. 40° 45′ 54″ N, 74° 00′ 06″ O | Hell's Kitchen                | 13000071                                  | Primeiro ônibus espacial construído; nunca foi colocado em órbita, mas ajudou imensamente no desenvolvimento de veículos posteriores que foram. Agora em exibição no museu Intrepid.                 |
| 46    | Father Francis D. Duffy Statue and Duffy Square                |        | 12 de março de 2001     | Triângulo delimitado pela Broadway, Seventh Ave., W. 47th. e W. 46th St. | Times Square                  | 01000243                                  | |
| 47    | Film Center Building                                           |        | 7 de setembro de 1984   | 630-9th St. | Hell's Kitchen                | 84002768                                  | |
| 48    | Flatiron Building                                              |        | 20 de novembro de 1979  | 5th Ave. e Broadway St 40° 44′ 28″ N, 73° 59′ 23″ O | Flatiron District             | 79001603                                  | |
| 49    | Fred F. French Building                                        |        | 28 de janeiro de 2004   | 551 Fifth Ave. | Midtown Manhattan             | 03001514                                  | |
| 50    | FRYING PAN SHOALS LIGHTSHIP NO. 115 (navio-farol)              |        | 28 de janeiro de 1999   | Pier 63 North River | Chelsea                       | 98001615                                  | |
| 51    | Distrito Histórico de Garment Center                           |        | 5 de novembro de 2008   | Aproximadamente delimitado pela Sixth Ave. na E., Ninth Ave. na W., W. 35th St. na S., e W. 41st St. na N. 40° 45′ 12,6″ N, 73° 59′ 19,68″ O                                                  | Garment District              | 08001034                                  | |
| 52    | General Electric Building                                      |        | 28 de janeiro de 2004   | 570 Lexington Ave. | Rockefeller Center            | 03001515                                  | |
| 53    | General Society of Mechanics and Tradesmen                     |        | 12 de novembro de 2008  | 20 W. 44th St. | Midtown Manhattan             | 08001048                                  | |
| 54    | George Washington Hotel                                        |        | 20 de maio de 2019      | 23 Lexington Ave. | Rose Hill                     | 100003931                                 | Hotel de apartamentos Renaissance Revival de 1930, recentemente restaurado para esse uso, é o último grande dessa época.                                                                             |
| 55    | Germania Life Insurance Company Building                       |        | 25 de maio de 2001      | 50 Union Sq. E | Union Square                  | 01000556                                  | |
| 56    | Gilsey Hotel                                                   |        | 14 de dezembro de 1978  | 1200 Broadway | NoMad                         | 78001872                                  | |
| 57    | Distrito Histórico de Gramercy Park                            |        | 23 de janeiro de 1980   | Aproximadamente delimitado pela 3rd e Park Aves., S., E. 18th e 22nd Sts. 40° 44′ 16″ N, 73° 59′ 10″ O                                                                                        | Gramercy Park                 | 80002691                                  | |
| 58    | Grand Central Terminal                                         |        | 17 de janeiro de 1975   | 71-105 E. 42nd St. (original) 71-105 E. 42nd St., Park Ave. entre E. 40th e E. 42nd Sts. (incremento)                                                                                         | Midtown Manhattan             | 75001206 (original) 83001726 (incremento) | Marco de estilo Beaux-Arts de 1913 ainda usado pela Metro-North Railroad. A construção ajudou a desencadear o desenvolvimento da Park Avenue.                                                        |
| 59    | Grand Central Terminal Park Avenue Viaduct                     |        | 11 de agosto de 1983    | 71-105 E. 42nd St., Park Ave. entre E. 40th e E. 42nd Sts. | Pershing Square               | 83001726                                  | Estrada elevada que leva a Park Avenue ao redor da Estação Grand Central. |
| 60    | Grand Hotel                                                    |        | 15 de setembro de 1983  | 1232-1238 Broadway | NoMad                         | 83001725                                  | |
| 61    | Greenacre Park                                                 |        | 2 de fevereiro de 2018  | 217 E 51st St. | Midtown Manhattan             | 100002076                                 | Pequeno parque com design modernista no meio de um quarteirão, construído em 1971 em um terreno doado por Abby Rockefeller Mauzé, é um dos primeiros parques de bolso                                |
| 62    | Greenwich Savings Bank                                         |        | 16 de novembro de 2005  | 1352-1362 Broadway | Próximo do Herald Square      | 05001286                                  | |
| 63    | Harvard Club of New York City                                  |        | 28 de março de 1980     | 27 W. 44th St. | Midtown Manhattan             | 80002693                                  | |
| 64    | Hotel Chelsea                                                  |        | 27 de dezembro de 1977  | 222 W. 23rd St. | Chelsea                       | 77000958                                  | |
| 65    | Hotel Gerard                                                   |        | 10 de fevereiro de 1983 | 123 W. 44th St. | Midtown Manhattan             | 83001729                                  | |
| 66    | House at 146 East 38th Street                                  |        | 21 de maio de 2008      | 146 E. 38th St. | Murray Hill                   | 08000450                                  | |
| 67    | House at 17 West 16th Street                                   |        | 26 de maio de 1983      | 17 W. 16th St. | Chelsea                       | 83001730                                  | |
| 68    | House at 20 West 16th St                                       |        | 30 de maio de 2007      | 20 W. 16th St. | Chelsea                       | 07000484                                  | |
| 69    | House at 203 East 29 Street                                    |        | 8 de julho de 1982      | 203 E. 29th St. | Rose Hill                     | 82003377                                  | |
| 70    | Houses at 311 and 313 East 58th Street                         |        | 14 de novembro de 1982  | 311-313 E. 58th St. | Midtown Manhattan             | 82001197                                  | |
| 71    | Houses at 326, 328 and 330 East 18th Street                    |        | 30 de setembro de 1982  | 326-330 E. 18th St. | Kips Bay                      | 82003380                                  | |
| 72    | Houses at 437-459 West 24th Street                             |        | 29 de outubro de 1982   | 437-459 W. 24th St. | Chelsea                       | 82001196                                  | |
| 73    | Houses at 647, 651-53 Fifth Avenue and 4 East 52nd Street      |        | 8 de setembro de 1983   | 647, 651-53 5th Ave. and 4 E. 52nd St. | Midtown Manhattan             | 83001733                                  | Consiste na Morton F. Plant House (Cartier Building) e 647 Fifth Avenue (Versace Building) |
| 74    | JOHN J. HARVEY (barco a fogo)                                  |        | 15 de junho de 2000     | Pier 63, North R. | Chelsea                       | 00000576                                  | |
| 75    | Hudson Theatre                                                 |        | 15 de novembro de 2016  | 139-141 W. 44th St. | Theatre District              | 16000780                                  | O teatro Israels & Harder, construído em 1903, foi palco de muitos shows importantes da Broadway. |
| 76    | Knickerbocker Hotel                                            |        | 11 de abril de 1980     | 142 W. 42nd St. | Times Square                  | 80002697                                  | |
| 77    | Knox Building                                                  |        | 3 de junho de 1982      | 452 5th Ave. | Midtown Manhattan             | 82003381                                  | |
| 78    | Lamb's Club                                                    |        | 3 de junho de 1982      | 128 W. 44th St. | Próximo do Rockefeller Center | 82003382                                  | Antiga casa do Lamb's Club, foi totalmente reformada em um hotel em 2009. |
| 79    | James F. D. Lanier Residence                                   |        | 3 de junho de 1982      | 123 E. 35th | Murray Hill                   | 82003383                                  | |
| 80    | Lescaze House                                                  |        | 19 de maio de 1980      | 211 E. 48th St. | Midtown Manhattan             | 80002698                                  | |
| 81    | Lever House                                                    |        | 2 de outubro de 1983    | 390 Park Ave. | Midtown Manhattan             | 83004078                                  | |
| 82    | Lincoln Building                                               |        | 8 de setembro de 1983   | 1 Union Sq. W. | Union Square                  | 83001735                                  | |
| 83    | Look Building                                                  |        | 24 de fevereiro de 2005 | 488 Madison Ave. | Midtown Manhattan             | 05000087                                  | |
| 84    | R. H. Macy and Company Store                                   |        | 2 de junho de 1978      | 151 W. 34th St. | Herald Square                 | 78001873                                  | Casa da primeira grande loja de departamentos americana. |
| 85    | Marble Collegiate Reformed Church                              |        | 9 de abril de 1980      | 275 5th Ave. | NoMad                         | 80002699                                  | |
| 86    | McGraw-Hill Building                                           |        | 28 de março de 1980     | 326 W. 42nd St. | Hell's Kitchen                | 80002701                                  | |
| 87    | Mecca Temple                                                   |        | 7 de setembro de 1984   | 131 N. 55th St. | Midtown Manhattan             | 84002788                                  | Conhecido como New York City Center Theatre. Detalhes interiores e exteriores mouriscos-revivalistas. Harry P. Knowles, arquiteto.                                                                   |
| 88    | Merchants Refrigerating Company Warehouse                      |        | 31 de maio de 1985      | 501 W. 16th St. | Chelsea                       | 85001171                                  | |
| 89    | Metropolitan Life Home Office Complex                          |        | 19 de janeiro de 1996   | Aproximadamente delimitado pela Madison Ave., E. 23rd St., Park Ave. S. e E. 25th St. | Flatiron District             | 95001544                                  | |
| 90    | Metropolitan Life Insurance Company                            |        | 2 de junho de 1978      | 1 Madison Ave. | Flatiron District             | 78001874                                  | |
| 91    | William H. Moore House                                         |        | 16 de março de 1972     | 4 E. 54th St. | Midtown Manhattan             | 72000878                                  | |
| 92    | Pierpont Morgan Library                                        |        | 13 de novembro de 1966  | 33 E. 36th St. | Murray Hill                   | 66000544                                  | Agora conhecido como Biblioteca e Museu Morgan. |
| 93    | Murray Hill Historic District                                  |        | 5 de outubro de 2003    | Aproximadamente delimitado pela East 35th St., East 39th St., Park Ave. e Lexington Ave. (original) E. 34th, 35th, 36th, 37th, 38th & 39th Sts., Lexington, Madison & Park Aves. (incremento) | Murray Hill                   | 03000997 (original) 13000039 (incremento) | Um dos últimos bairros residenciais intactos do século 19 em Manhattan; muitos edifícios de arquitetos proeminentes. Aumento do limite em 27 de fevereiro de 2013.                                   |
| 94    | New Amsterdam Theater                                          |        | 10 de janeiro de 1980   | 214 W. 42nd St. | Theatre District              | 80002664                                  | |
| 95    | New York Bible Society                                         |        | 5 de fevereiro de 2014  | 5 E. 48th St. | Midtown Manhattan             | 13001152                                  | Desde 1978 em uso pela Igreja dos Marinheiros Suecos. |
| 96    | New York Life Building                                         |        | 2 de junho de 1978      | 51 Madison Ave. | Flatiron District             | 78001876                                  | |
| 97    | New York Public Library                                        |        | 15 de outubro de 1966   | 5th Ave. e 42nd St. | Midtown Manhattan             | 66000546                                  | Filial principal do sistema de Biblioteca Pública de Nova Iorque; uma das maiores bibliotecas públicas do mundo.                                                                                     |
| 98    | New York Public Library and Bryant Park                        |        | 15 de outubro de 1966   | Avenue of the Americas, 5th Ave., 40th e 42nd Sts. | Midtown Manhattan             | 66000547                                  | |
| 99    | New York Savings Bank                                          |        | 7 de janeiro de 2000    | 81 Eighth Ave. | Chelsea                       | 99001657                                  | |
| 100   | New York School of Applied Design                              |        | 16 de dezembro de 1982  | 160 Lexington Ave. | Murray Hill                   | 82001202                                  | |
| 101   | New York Yacht Club                                            |        | 29 de outubro de 1982   | 37 W. 44th St. | Midtown Manhattan             | 82001203                                  | |
| 102   | Andrew S. Norwood House                                        |        | 9 de julho de 1979      | 241 W. 14th St. | Chelsea                       | 79001606                                  | |
| 103   | Old Colony Club                                                |        | 23 de abril de 1980     | 120 Madison Ave. | Rose Hill                     | 80002706                                  | |
| 104   | Old Grolier Club                                               |        | 23 de abril de 1980     | 29 E. 32nd St. | Rose Hill                     | 80002707                                  | |
| 105   | Osborne Apartments                                             |        | 22 de abril de 1993     | 205 W. 57th St. | Midtown Manhattan             | 93000333                                  | |
| 106   | Pier 57                                                        |        | 11 de agosto de 2004    | Eleventh Ave. no final da W. 15th St. | Chelsea                       | 04000821                                  | |
| 107   | The Players                                                    |        | 15 de outubro de 1966   | 16 Gramercy Park | Gramercy Park                 | 66000549                                  | |
| 108   | Plaza Hotel                                                    |        | 29 de novembro de 1978  | Fifth Ave. e Fifty-ninth St. | Grand Army Plaza              | 78001878                                  | Famoso hotel do Upper East Side sendo reformado em condomínios. |
| 109   | Prince George Hotel                                            |        | 12 de fevereiro de 1999 | 10-20 E. 28th e 17-19 E. 27 Sts. | NoMad                         | 99000195                                  | |
| 110   | Public Baths                                                   |        | 23 de abril de 1980     | Asser Levy Pl. e E. 23rd St. | Kips Bay                      | 80002709                                  | |
| 111   | Public School 35                                               |        | 27 de outubro de 1980   | 931 1st Ave. | Turtle Bay                    | 80002710                                  | |
| 112   | Queensboro Bridge                                              |        | 20 de dezembro de 1978  | 59th St. | Lenox Hill e Roosevelt Island | 78001879                                  | Também listado no distrito do Queens. |
| 113   | R & S Building                                                 |        | 22 de setembro de 1986  | 492 First Ave. | Kips Bay                      | 86002683                                  | |
| 114   | Racquet and Tennis Club Building                               |        | 13 de julho de 1983     | 370 Park Ave. | Midtown Manhattan             | 83001741                                  | |
| 115   | Radio City Music Hall                                          |        | 8 de maio de 1978       | 1260 Avenue of the Americas | Rockefeller Center            | 78001880                                  | Principal local de entretenimento ao vivo desde 1920. |
| 116   | Residences at 5-15 West 54th Street                            |        | 4 de janeiro de 1990    | 5-15 W. 54th St. | Midtown Manhattan             | 89002260                                  | Consiste em cinco residências: 5, 7, 9-11, 13 e 15 West 54th Street. |
| 117   | Rockefeller Center                                             |        | 23 de dezembro de 1987  | Delimitado pela Fifth Ave., W. Forty-eighth St., Seventh Ave., & W. Fifty-first St. | Midtown Manhattan             | 87002591                                  | Complexo de escritórios urbanos que define tendências. Lar de muitas transmissões da NBC. Cenário e localização da sitcom 30 Rock dos anos 2000.                                                     |
| 118   | Bayard Rustin Residence                                        |        | 8 de março de 2016      | 340 W. 28th St. | Chelsea                       | 16000062                                  | Bayard Rustin, um ativista dos direitos civis que mais tarde se assumiu e lutou pelos direitos dos homossexuais, viveu neste prédio de apartamentos durante a maior parte de sua vida.               |
| 119   | St. Bartholomew's Church and Community House                   |        | 16 de abril de 1980     | 325 Park Ave. (anteriormente 109 E. 50th St.) | Midtown Manhattan             | 80002719                                  | |
| 120   | St. George's Episcopal Church                                  |        | 8 de dezembro de 1976   | 3rd Ave. e E. 16th St. | Stuyvesant Square             | 76001249                                  | |
| 121   | St. Luke's Evangelical Lutheran Church                         |        | 1 de junho de 2007      | 208 W. 46th St. | Midtown Manhattan             | 07000483                                  | |
| 122   | St. Patrick's Cathedral Complex                                |        | 8 de dezembro de 1976   | Delimitado pela 5th e Madison Aves., E. 50th e E. 51st Sts. | Midtown Manhattan             | 76001250                                  | |
| 123   | St. Thomas Church and Parish House                             |        | 9 de abril de 1980      | 1-3 W. 53rd St. | Midtown Manhattan             | 80002722                                  | |
| 124   | Salmagundi Club                                                |        | 25 de julho de 1974     | 47 5th Ave. | Kips Bay                      | 74001275                                  | |
| 125   | Margaret Sanger Clinic                                         |        | 14 de setembro de 1993  | 17 W. 16th St. | Chelsea                       | 93001599                                  | Local de trabalho da pioneira do controle de natalidade Margaret Sanger. |
| 126   | Scribner Building                                              |        | 6 de maio de 1980       | 153-157 5th Ave. | Flatiron District             | 80002715                                  | Também conhecido como Antigo Edifício Scribner. Observe que o edifício Charles Scribner é diferente.                                                                                                 |
| 127   | Seagram Building                                               |        | 24 de fevereiro de 2006 | 375 Park Ave. | Midtown Manhattan             | 06000056                                  | Edifício modernista de Ludwig Mies van der Rohe. |
| 128   | Seville Hotel                                                  |        | 24 de fevereiro de 2005 | 22 East 29th St. | NoMad                         | 05000088                                  | |
| 129   | Sidewalk Clock at 200 5th Avenue, Manhattan                    |        | 18 de abril de 1985     | 200 5th Ave. | Flatiron District             | 85000927                                  | |
| 130   | Sidewalk Clock at 519 3rd Avenue, Manhattan                    |        | 18 de abril de 1985     | 519 3rd Ave. | Kips Bay                      | 85000928                                  | Não está mais no local. |
| 131   | Sidewalk Clock at 522 5th Avenue, Manhattan                    |        | 18 de abril de 1985     | 522 5th Ave. | Midtown Manhattan             | 85000929                                  | |
| 132   | Sniffen Court Historic District                                |        | 28 de novembro de 1973  | E. 36th St., entre Lexington e 3rd Aves. | Murray Hill                   | 73001224                                  | |
| 133   | Society for the Lying-In Hospital                              |        | 1 de setembro de 1983   | 305 2nd Ave. | Gramercy Park                 | 83001746                                  | |
| 134   | Stuyvesant Square Historic District                            |        | 21 de novembro de 1980  | Aproximadamente delimitado pela Nathan D. Perleman Pl., 3rd Ave., E. 18th e E. 15th Sts. | Gramercy Park                 | 80002723                                  | |
| 135   | Substation 13                                                  |        | 9 de fevereiro de 2006  | 225 W 53rd St. | Midtown Manhattan             | 06000026                                  | |
| 136   | Substation 42                                                  |        | 9 de fevereiro de 2006  | 154 E. 57th St. | Midtown Manhattan             | 06000024                                  | |
| 137   | Ed Sullivan Theater                                            |        | 17 de novembro de 1997  | 1697-1699 Broadway | Theatre District              | 97001303                                  | |
| 138   | Sutton Place Historic District                                 |        | 12 de setembro de 1985  | 1-21 Sutton Pl. & 4-16 Sutton Sq. | Sutton Place                  | 85002294                                  | |
| 139   | Theodore Roosevelt Birthplace National Historic Site           |        | 15 de outubro de 1966   | 28 E. 20th St. | Flatiron District             | 66000054                                  | Local de nascimento de Theodore Roosevelt. |
| 140   | Tiffany and Company Building                                   |        | 2 de junho de 1978      | 401 5th Ave. | Midtown Manhattan             | 78001886                                  | |
| 141   | Samuel J. Tilden House                                         |        | 11 de maio de 1976      | 14-15 Gramercy Park South | Gramercy Park                 | 76001251                                  | Também conhecido como "National Arts Club". Casa de Tilden, vencedora do voto popular na disputada eleição presidencial de 1876.                                                                     |
| 142   | Times Square Hotel                                             |        | 4 de maio de 1995       | 255 W. 43rd St. | Times Square                  | 95000530                                  | |
| 143   | Times Square-42nd Street Subway Station                        |        | 17 de setembro de 2004  | Junção da West 42nd St, e Broadway/Seventh Ave. | Times Square                  | 04001016                                  | Estação de metrô (linhas 1, 2, 3, 7, <7>, N, Q, R, W e S) |
| 144   | Town Hall                                                      |        | 23 de abril de 1980     | 113-123 W. 43rd St. | Midtown Manhattan             | 80002724                                  | A mídia de relações públicas foi desenvolvida aqui com o programa de rádio "America's Town Hall of the Air" na década de 1930. Foi anfitrião de muitos artistas importantes como local de concertos. |
| 145   | Trinity Chapel Complex                                         |        | 16 de dezembro de 1982  | 15 W. 25th St. | NoMad                         | 82001205                                  | |
| 146   | Tudor City Historic District                                   |        | 11 de setembro de 1986  | Aproximadamente delimitado pela Fourty-third St., First Ave., Fourty-first St., e Second Ave.                                                                                                 | Turtle Bay                    | 86002516                                  | |
| 147   | Turtle Bay Gardens Historic District                           |        | 21 de julho de 1983     | 226-246 E. 49th St. and 227-245 E. 48th St. | Turtle Bay                    | 83001750                                  | |
| 148   | U.S. General Post Office                                       |        | 29 de janeiro de 1973   | 8th Ave. entre 31st e 33rd Sts. | Midtown Manhattan             | 73002257                                  | |
| 149   | Union Square                                                   |        | 9 de dezembro de 1997   | Delimitado pela E 14th & E 17th Sts. e Union Square East & Union Square West | Union Square                  | 97001678                                  | Local de muitas manifestações políticas ao longo dos anos. |
| 150   | United Charities Building Complex                              |        | 28 de março de 1985     | 105 E. 22nd St,. 289 Park Ave. S. e 111-113 E. 22nd St. | Gramercy Park                 | 85000661                                  | |
| 151   | University Club                                                |        | 16 de abril de 1980     | 1 W. 54th St. | Midtown Manhattan             | 80002726                                  | |
| 152   | US Post Office-Madison Square Station                          |        | 11 de maio de 1989      | 149-153 E. 23rd St. | Gramercy Park                 | 88002364                                  | |
| 153   | US Post Office-Old Chelsea Station                             |        | 11 de maio de 1989      | 217 W. 18th St. | Chelsea                       | 88002365                                  | |
| 154   | USS INTREPID (porta-aviões)                                    |        | 14 de janeiro de 1986   | Intrepid Sq. | Hell's Kitchen                | 86000082                                  | |
| 155   | Villard Houses                                                 |        | 2 de setembro de 1975   | 29 1/2 50th St., 24-26 E. 51st St., e 451, 453, 455, e 457 Madison Ave. | Midtown Manhattan             | 75001210                                  | |
| 156   | Webster Hotel                                                  |        | 7 de setembro de 1984   | 40 W. 45th St. | Midtown Manhattan             | 84002806                                  | |
| 157   | West 28th Street Subway Station (Dual System IRT)              |        | 30 de março de 2005     | Seventh Ave. entre West 26th e West 29th Sts. | Chelsea                       | 05000235                                  | Estação de metrô (linhas 1 e 2) |
| 158   | The Wilbraham                                                  |        | 4 de maio de 2018       | 284 5th Ave. | NoMad                         | 100002386                                 | Edifício original do estilo românico de 1888, construído como apartamento de solteiro, completo com sala de jantar compartilhada                                                                     |
| 159   | R. C. Williams Warehouse                                       |        | 24 de fevereiro de 2005 | 259-273 Tenth Ave. | Chelsea                       | 05000086                                  | |
| 160   | Women's Liberation Center                                      |        | 17 de maio de 2021      | 243 West 20th St. |                               | 100006509                                 | |
| 161   | Women's National Republican Club                               |        | 27 de fevereiro de 2013 | 3 W. 51st. St. | Midtown Manhattan             | 13000040                                  | Casa georgiana das primeiras organizações políticas femininas |